# 黑冕鶴
黑冠鶴（學名：Balearica pavonina），又稱黑冕鶴、西非冕鶴或黑頸冠鶴，是鶴科冠鶴屬的一種鶴。卡爾·林奈於1758年正式以二名法描述該物種。其特色為頭上稻草色的羽冠，以及其上白下紅的臉頰。目前有兩種亞種，差別主要在其臉頰的紅白比例。與灰冠鶴關係相近而常被搞混。
牠們棲息於溼地如三角洲附近，也可能會出現在農田附近，以覓食各種昆蟲、無脊椎動物或者植物種子。與灰冠鶴是唯二會在樹上棲息的鶴，並喜歡在樹上休息。有跳舞的社交行為，也會在求偶時跳舞。視當地天氣為乾季或雨季會有一定程度的遷徙移動，並在乾季時往往會形成一個數百隻的團體，容易被觀察到。採一夫一妻制，每次都會生2—5枚蛋，孵化後的幼鳥相當早熟，數天內就有能力與雙親一同出去覓食，並在10周左右有飛行能力。
黑冠鶴作為奈及利亞的國鳥，卻不斷受到水資源缺乏、棲地被破壞、疾病、戰爭、工業汙染、盜獵、農牧業等因素影響，數量逐年下降。至2016年止評估野生數量已不足47000隻，活動範圍也逐漸縮小，導致在奈及利亞已經看不到黑冠鶴活動。《瀕臨絕種野生動植物國際貿易公約》自2019年起將其列入附錄一以保護。而國際自然保護聯盟瀕危物種紅色名錄將其列為易危。

## 物種命名
卡爾·林奈在1758年出版的《自然系統》第十版中初次以二名法使用了Ardea pavonina此一名稱描述黑冠鶴，並被歸類在蒼鷺屬下。依其記錄可見在更早之前就已有複數種名稱用以描述黑冠鶴。1760年，法國動物學家馬蒂蘭·雅克·布里松建立了冠鶴屬，將黑冠鶴及灰冠鶴移入該屬，並將黑冠鶴立為模式種。後來經由形態學、行為學和DNA的研究證明其與鶴屬有較緊密的關係，與鶴亞科形成姊妹群的關係。
屬名Balearica為拉丁文，指的是巴利亞利群島，依布里松當時的敘述，冠鶴有出現在該群島以及非洲，但現存的任何冠鶴屬成員並不分佈於此地。:66種小名pavonina則為拉丁文，有「類似孔雀、有孔雀尾巴的花紋或顏色」的意思。:294
過去被視為與灰冠鶴同物種，但DNA分析、叫聲、裸露部位和羽毛的差異，表明其為兩種物種並組成一個超種的關係。:83兩者的差異在於黑冠鶴的基本色彩更暗，臉上的粉紅色更多，頸部顏色較深，喉嚨的肉瓣突起較小，且臉頰斑塊下部呈紅色而非白色，在分布範圍上也幾乎沒有重疊。

### 亞種
黑冠鶴有兩種亞種，兩者的地理分界並不很清楚，但可能是以菲特里湖的東側或查德西側國境為界。
- 指名亞種（B. p. pavonina）：分布於西非，塞內加爾、甘比亞至查德湖，並集中在原塞內甘比亞及乍得盆地兩處。[17]頭頰的裸露部分一半是白色，一半是粉紅色。[9]
- 蘇丹亞種（B. p. ceciliae）：分布於東非，查德至衣索比亞和肯亞一帶，並集中於蘇丹。[7]ceciliae為拉丁化的Cecil，發表該亞種的蘇格蘭動物學家彼得·查爾默斯·米切爾（英语：Peter Chalmers Mitchell）用以紀念標本的捐贈者哈克尼的安默斯特女男爵瑪麗·塞西爾（英语：Mary Cecil, 2nd Baroness Amherst of Hackney）。[25]與指名亞種的主要差異在其臉頰皮膚的裸露顏色比例，蘇丹亞種的臉頰大多呈現紅色，而只有上面四分之一是白色的。[9]

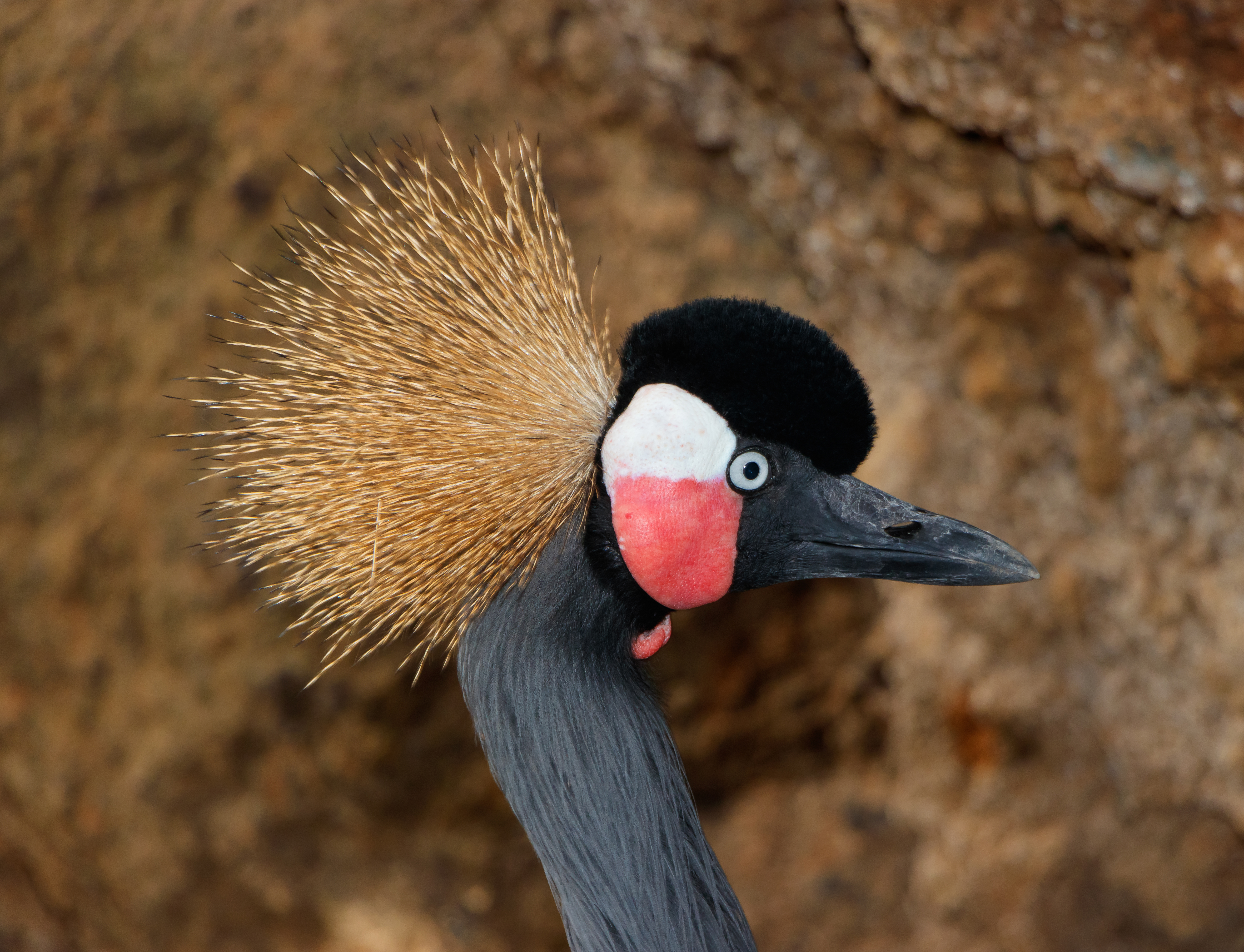
黑冠鶴指名亞種
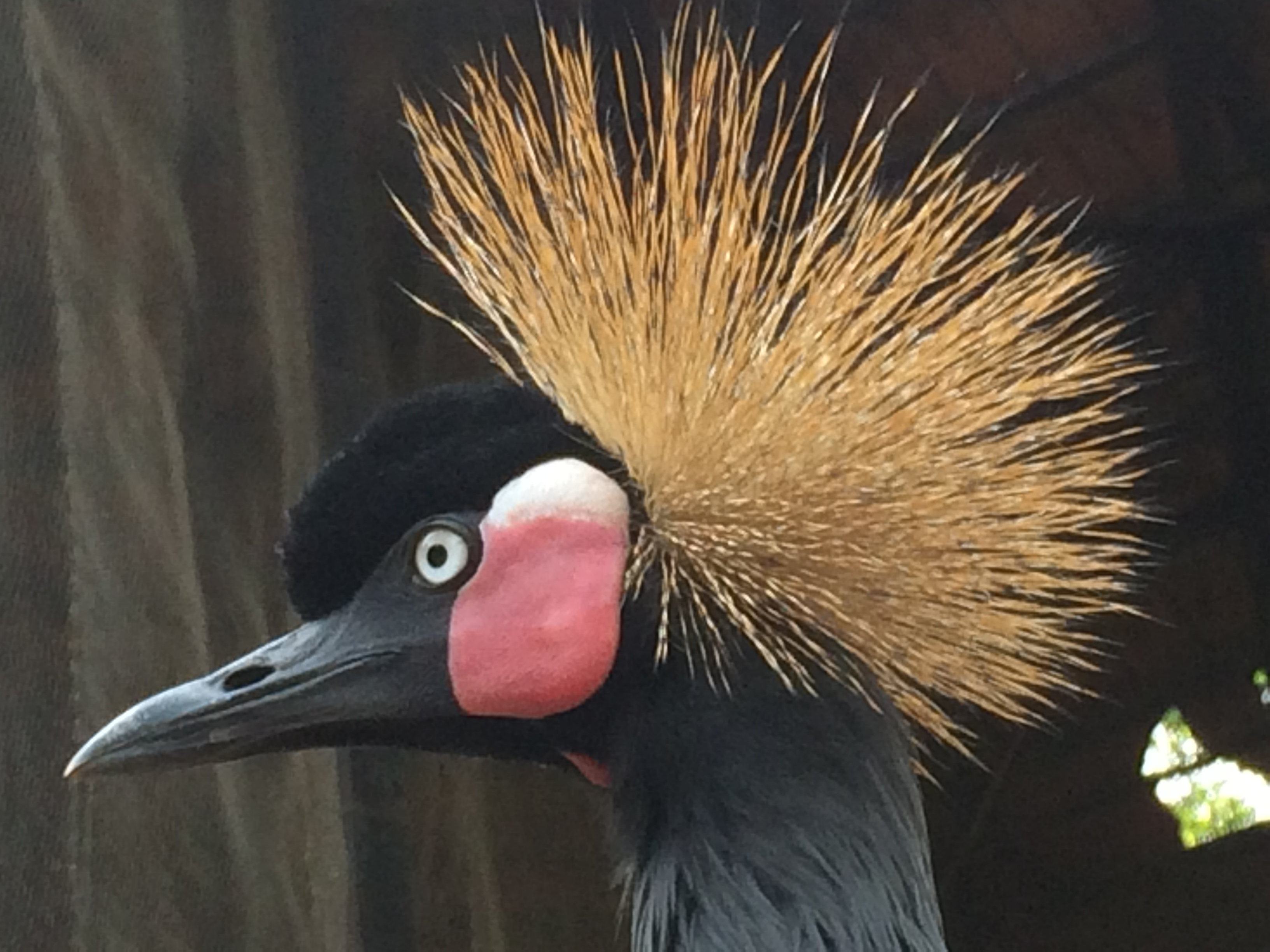
黑冠鶴蘇丹亞種
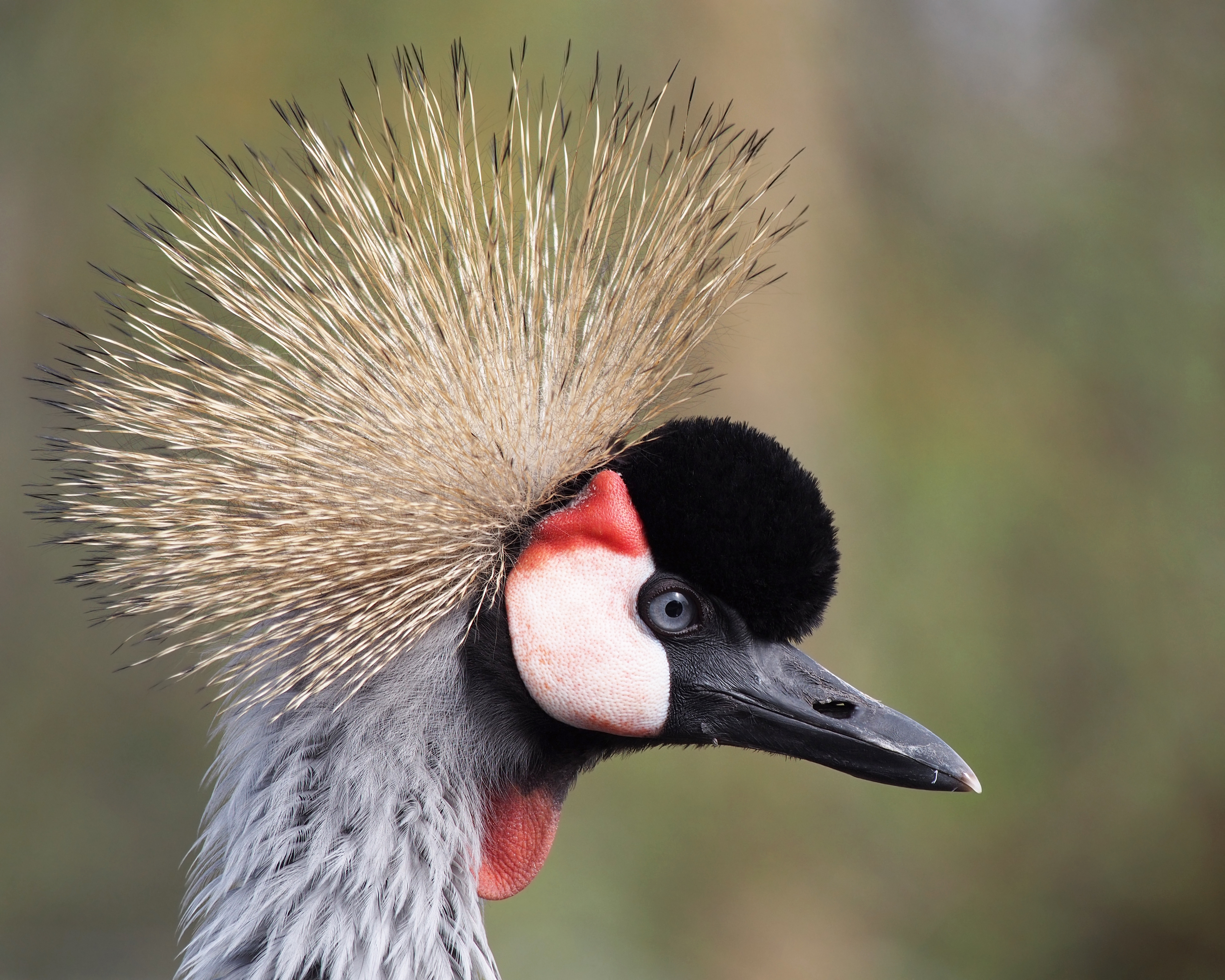
灰冠鶴

## 形態描述
身高110—130公分，體長100—105公分，體重3—4公斤，翼展180—200公分。野外黑冠鶴的壽命未知，但在圈養環境下可活上25—40年。

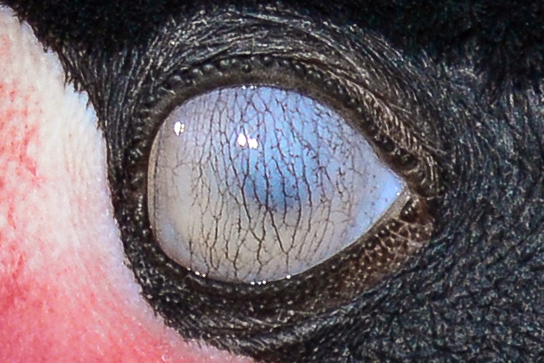
黑冠鶴的瞬膜

黑冠鶴得名於其覆蓋於全身的深灰色至黑色的羽毛，以及頭頂上的金黃色刺狀羽冠。翅膀前緣有明顯的白色羽毛，嘴下懸掛著一個小型的紅色喉囊。虹膜為淡灰色至淡藍色。臉頰上有塊裸露的皮膚，由淡粉紅和白色組成。翅膀的顏色由白色、棕色到金色不等。腿和腳是黑色的，長腿有助於在草叢涉水行走，長後趾用以牢牢抓住樹木。兩性之間難以區分，但通常雄性黑冠鶴體型會比雌性大一些。
幼鳥的羽毛呈淡灰色至棕色之間，而頭頸為棕色，冠羽較短且為灰色，頭部側面沒有裸露區域。

## 棲息地與分佈

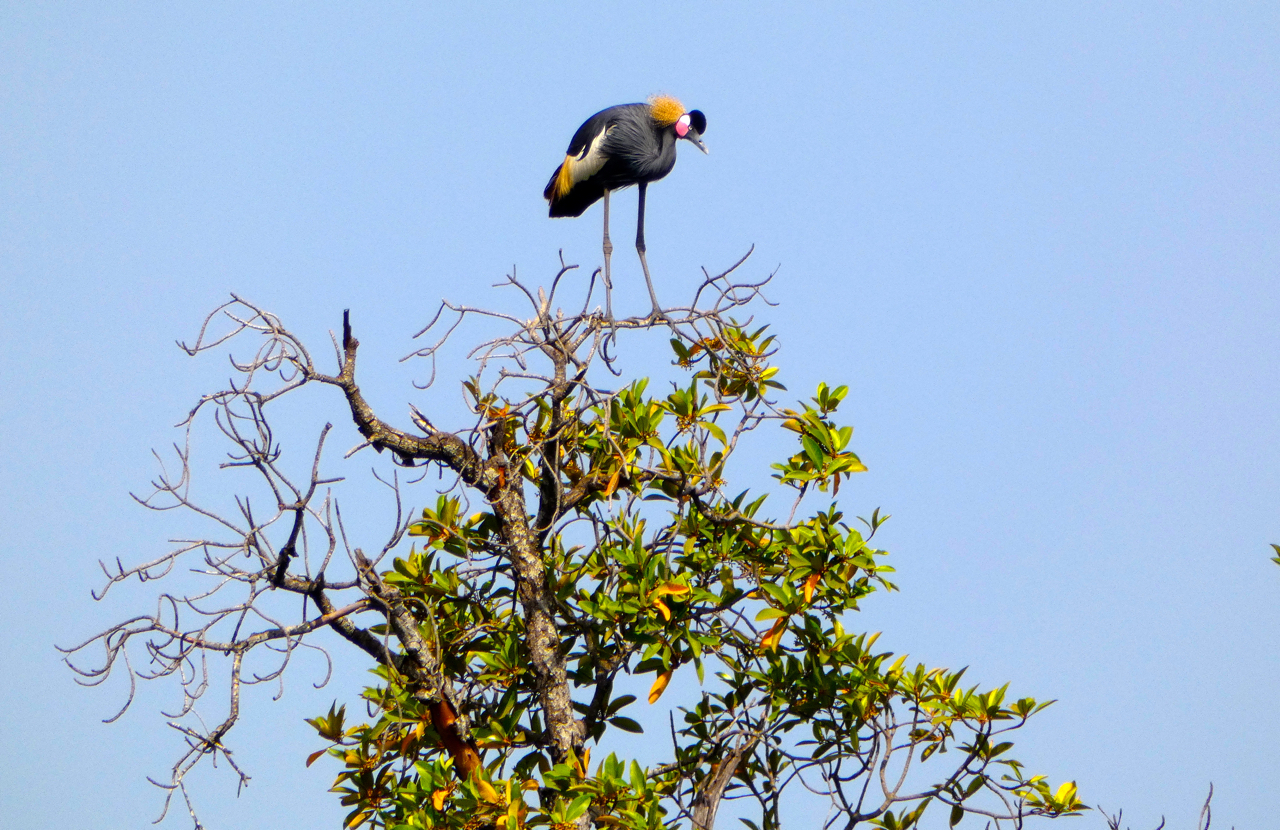
在樹上的黑冠鶴

分佈於非洲，介於茅利塔尼亞到幾內亞的海岸間的地方，薩赫勒地區和蘇丹草原一帶。黑冠鶴在所有乾燥或潮濕的開放環境中皆會出現，包括氾濫平原、沼澤、稻田、河岸、季節性淹水區域，池塘、湖泊和河流的邊緣或乾燥的熱帶草原上。但偏好淺水濕地和草原的混合地帶如草原窪地，或者乾農田上。牠們習慣在高地築巢覓食，但一定會靠近濕地。
主要的棲息濕地包含了塞內加爾河三角洲、尼日河中游的內陸三角洲、喀麥隆瓦扎國家公園內的大型氾濫平原和南蘇丹的蘇德沼澤等。

## 習性

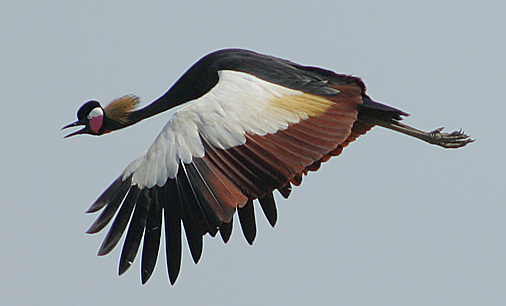
飛行中的黑冠鶴

黑冠鶴是留鳥，但也會作局部遷徙。這些往來覓食區及棲息區的遷徙距離有可能長達數十公里。飛行時，頸部向前伸展，腿伸直並保持與尾巴水平。在棲息時，在寒冷的天氣下，它們可能會把腳藏在胸羽下。雄雌或者幼鳥都會有跳舞的社交行為，且不分季節，跳舞的動作包含點頭、拍動翅膀、跳躍、奔跑、發出叫聲和鞠躬等動作。
黑冠鶴通常成對出現，或者出現約20隻的小群體。牠們在非繁殖期的乾季會聚集在一起，形成多達數百隻個體組成的群體，並在雨季時由大型永久性濕地遷往下雨形成的臨時濕地裡，然後在進入乾季時由轉乾的小型濕地遷回。
黑冠鶴與灰冠鶴是鶴科成員裡唯二在樹上棲息的鳥類，黑冠鶴夜間時喜歡在大樹上棲息，但在有需要時也會使用小樹或淺水區，然後在白天活動。若牠們有育幼，在傍晚時分就可能會先把幼鳥藏在溼地裡面，然後再飛到樹上休息。:63在清醒時間，牠們有50—75%的時間用於覓食。

### 食性
黑冠鶴為雜食性，主要食用昆蟲、無脊椎動物、甲殼類、魚類、兩生類、爬蟲類及小型哺乳類，也包含嫩草或種子，例如蚱蜢、蒼蠅、蝸牛、馬陸、螃蟹、小米、玉米。最主要的食物來源則是農作物的種子，在尋找這些食物的過程中造成了其季節性的移動。
牠們覓食時通常只吃在地表淺層的東西，甚少挖洞。並會嘗試用跺腳的行為干擾及驚嚇獵物使其更容易被其捕捉。:68
在圈養環境中，飼料、蔬菜、水果都是其可食用的選項，並參雜一些無脊椎動物作為蛋白質補充。

### 繁殖
受到尋找食物及雨季的時間影響，黑冠鶴的繁殖時間及地點並不非常固定。在西側的亞種繁殖季節為5月至12月，在東側的則為7月至1月之間，即當地乾季時間。
黑冠鶴為一夫一妻制，且可能是終身配對的，常常可見牠們成對的互相梳理彼此的頭冠。:62進入繁殖季時，黑冠鶴會準備一段包含數種動作的求偶舞蹈，兩隻鳥會互相點頭、鞠躬和跳躍，同時呼叫並展開翅膀，飛到空中後再降落並繞著對方旋轉。:65有時幼鳥也會跟著跳舞，這有助於牠們發展身體和社交技能，也可能有助於減輕焦慮和壓力。

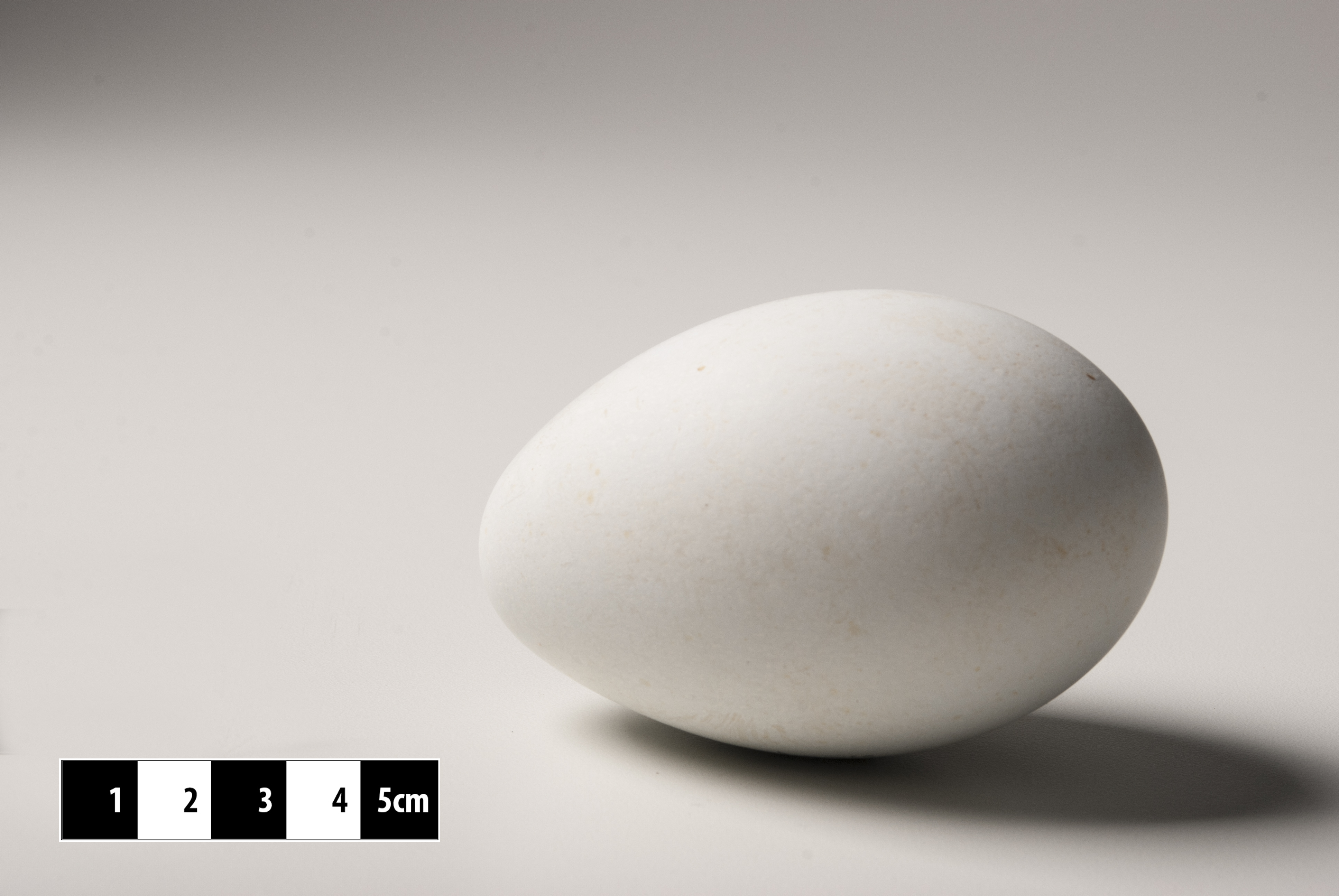
黑冠鶴的卵

鳥巢由雙親一同建造，主要的材料為莎草、草或是一些附近散亂的植物堆積而成的一個圓形平台，一次觀察研究中發現牠們會使用李氏禾或香附子等多種植物。巢底的直徑為69—109公分，最外側為71—140公分。築於植被茂密的溼地邊的乾燥陸地，或在數公分水深的沼澤裡面，並有可能築出複數個。每次產蛋2—5枚、並在28—31天後孵化。蛋顏色偏青白色或淡藍色，並可能帶棕色斑點，視該地氣溫而定。蛋的長度71—140公釐，寬度70—87公釐，偏橢圓形，重量122—168公克。孵化工程由雙親輪流負責。
黑冠鶴屬於早熟性的鳥類，幼鳥在孵化後就能奔跑；孵化後約12小時就能夠游泳和漂浮；24小時後開始進食；一兩天就能離開巢穴，跟著親鳥四處活動、覓食。在60—100天後就能飛行並嘗試自行離開雙親，最晚在9—10個月時被雙親驅趕。這些幼鳥常常在被驅離後形成一個群體活動。在12個月左右換成接近成鳥顏色的羽毛，在約3歲時性成熟，4歲後才開始繁殖。

### 叫聲
黑冠鶴就像其他鶴科成員一樣，有一種稱為「和聲呼叫（Unison Calling）」的特殊二重唱，可以持續幾秒鐘到一分鐘。:66牠們也常在飛行時發出叫聲，且音調很低，例如柔和的「honk」和「ka-wonk ka-wonk ka-wonk」，並可傳播的相當遠。

## 天敵與威脅

### 環境因素
土壤劣化使沙漠擴張、食物資源短缺及繁殖失敗是減少黑冠鶴數量的數個因素。黑冠鶴在大量聚集、遭受壓力或與家禽接觸時，也容易受到各種傳染性和寄生性疾病的威脅，包括沙門氏菌、家禽結核病、禽類霍亂、包涵體肝炎、鶴疱疹病毒、東部馬腦炎、球蟲病、禽痘和新城病。
貓、狗、蛇、肉食性鳥類和狐狸等掠食者相當攻擊蛋和雛鳥，大約30%的雛鳥能夠在出生後的前三個月存活下來。但反之成年鶴因體型大、具有攻擊性及飛行能力，而較為安全。

### 水文因素
惡劣的水文條件（如乾旱、洪水）也促使黑冠鶴數量下降。自1970年代以來，薩赫勒地區的降水量不斷的在下降，加劇了該地乾旱程度使之棲地減少。為了農業的發展，塞內加爾河及吉耶爾湖等地進行了水壩的建設，使其棲地上游被水淹沒，下游乾旱，土壤鹽化也隨之擴張。塞內加爾河下游水壩的水量雖然富足，卻也遭受了水質優養化的問題使藻類等植物在水中大量繁殖。

### 人為因素
由於濕地對人類來說阻礙了人類發展，常被排水並被轉換成其他用途，導致其棲息地逐漸碎片化。相關的影響因素還有溼地附近的油田勘探、工業汙染等。其棲息的樹木也不斷的被人類砍伐用於燃料、木炭和建材，加上乾旱的影響而被嚴重破壞。黑冠鶴族群數量其原生分佈範圍內持續下降，甚至在一些西非國家中消失，如奈及利亞。
農業及畜牧業的發展，焚燒灌木的火災、不具永續性的耕作方式如火耕，也進一步劣化環境。農藥的使用，讓黑冠鶴也有吃了被噴灑農藥的蝗蟲而中毒的紀錄。而牲畜放牧導致草原退化，使黑冠鶴必須冒著更大的風險覓食或只能吃品質更糟糕的食物。
戰爭及當地政治不穩定也導致保育措施難以發揮，西撒哈拉戰爭促使茅利塔尼亞的人口向外遷移到塞內加爾北部的水源區附近，並大量開發附近濕地以發展農業；也有士兵自由在棲地狩獵而導致該地野生動物死亡的狀況。
北非、中東、歐洲和中國為了食用、藥用、娛樂用等因素，對黑冠鶴的需求相當大，盜獵及販賣成鳥、幼鳥甚至是蛋在坦桑尼亞、幾內亞、馬里和蘇丹很常見。也有商人嘗試在原產地馴養，但是照顧不周、營養不良和缺乏適當的設施等原因造成馴養的繁殖率很低，死亡率很高。
公眾意識對黑冠鶴認知及支持的缺乏也是另一個問題，各國政府間缺乏統一的野生動物保護法，也缺乏專業人員、政府人員的領導，使其無法對黑冠鶴有足夠的保護措施以及評估計劃。

## 保護狀況
現估計約有28000—47000隻黑冠鶴在野外活動。指名亞種在1985年的統計中估計約15000—20000隻，但到了2004年，數量下降至約15000隻；而蘇丹亞種所知甚少，但也推測從50000—70000隻下降到2004年的28000—55000隻左右。國際自然保護聯盟瀕危物種紅色名錄將其狀態由1988年的無危，調整成2000年的近危，2010年又改為易危。

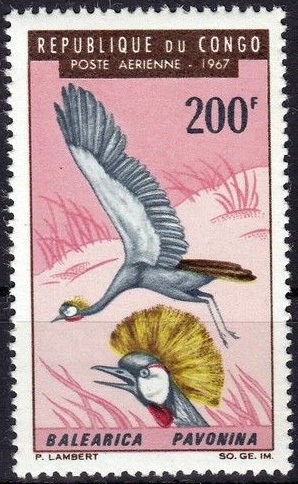
1967年剛果共和國郵票上的黑冠鶴 (Note: 郵票上的文字描述如此，但圖片較接近灰冠鶴。)

1999年起，國際鶴類基金會與濕地國際陸續開展一些保護企劃及調查並監測其族群趨勢。期間也有嘗試要人工繁殖，但發現黑冠鶴是屬於相對難在圈養環境中的鳥類。其原在1985年就跟著其他鶴科成員列入《瀕臨絕種野生動植物國際貿易公約》附錄二內限制其交易，期間記錄到有至少7000隻被輸往能合法販賣鳥類的市場。自2019年起被列入附錄一內，而禁止國際間的交易。

## 與人類的關係
鶴被認為是和平或好運的象徵，而黑冠鶴為奈及利亞的國鳥，其中一個原因是所有鶴科成員僅黑冠鶴有分布於該地。許多國家的郵票及硬幣上也都有冠鶴的圖案在上面，如尼日、剛果、迦納、保加利亞等。
部分的非洲民族及文化認為這些鶴跳舞的動作是一種神聖行為，認為能夠帶來雨水，並將鶴的跳舞動作融入自身民族的舞蹈及儀式傳統中，以期望獲得豐沛的雨水和農作物的收成。肯亞的圖爾卡納人相信牠們能夠消滅牲畜的害蟲，並守衛水源和濕地，因此受到保護。
黑冠鶴在多國的動物園內有展出，包含那不勒斯動物園、台北市立動物園、亞眠動物園等。

## 註解
1. ↑  郵票上的文字描述如此，但圖片較接近灰冠鶴。

## 外部連結
- 台北市立動物園關於黑冠鶴的紀錄 （页面存档备份，存于）
- Xeno-canto上的黑冠鶴聲音紀錄 （页面存档备份，存于）
- Operatio nmigration的科普文章 （页面存档备份，存于）
- 黑冠鶴的和聲呼叫影片 （页面存档备份，存于）